# Federazione calcistica di Gibuti
La Federazione calcistica di Gibuti (fra. Fédération Djiboutienne de Football; arabo اتحاد جيبوتي لكرة القدم, acronimo FDF) è l'ente che governa il calcio a Gibuti.
Fondata nel 1979, si affiliò alla FIFA e alla CAF nel 1994. Ha sede nella capitale Gibuti e controlla il campionato nazionale, la coppa nazionale e la Nazionale del paese.